# Kople (wzgórze)
Kople – wzgórze w południowo-zachodniej Polsce, we Wzgórzach Strzelińskich, na Przedgórzu Sudeckim.